# Трилиссер, Меер Абрамович
Ме́ер Абра́мович Трили́ссер (псевдонимы — Михаи́л Алекса́ндрович Москви́н, Мурский, Анатолий; 1 апреля 1883, Астрахань — 2 февраля 1940, Москва) — российский революционер, один из руководителей советских органов государственной безопасности и организатор службы внешней разведки. Расстрелян в 1940 году, реабилитирован посмертно.

## Биография

### Ранние годы
Родился в Астрахани в семье сапожника. Окончил Астраханское городское училище, в 1900 году уехал в Одессу поступать в университет, в 1901 году в возрасте 18 лет вступил в РСДРП и стал профессиональным революционером. Был выслан под надзор полиции в Астрахань.
Во время первой русской революции 1905 года организовал боевые и военные организации большевиков в Казани, затем в Санкт-Петербурге и Финляндском княжестве, был избран членом Петербургского комитета РСДРП(б). Занимался преимущественно выявлением полицейских шпиков в среде большевистской эмиграции.
Участник Свеаборгского восстания 1906 года, он был главным организатором и руководителем Финляндской военной организации РСДРП в 1906 году. В ноябре 1906 года выступал на Таммерфорсской конференции военных и боевых организаций РСДРП. В 1907 году был арестован. По делу Финляндской военной организации РСДРП(б) в сентябре 1909 года Петербургским военно-окружным судом приговорён к пяти годам каторги, которую отбывал в Шлиссельбургской крепости. В ноябре 1914 года отправлен на вечное поселение в село Малышевка Балаганского уезда Иркутской губернии.

### Карьера в ЧК
После Февральской революции 1917 года был амнистирован, переехал в Иркутск, где работал редактором социал-демократической газеты, а в октябре 1917 года стал членом Центрального исполкома советов Сибири, управляющим делами Сибирского СНК, членом сибирской ЧК и членом Военно-Революционного комитета Сибири и Забайкалья. В этом качестве организовал борьбу с антибольшевистским движением в Сибири.
С февраля 1918 года председательствовал в контрразведывательном аппарате Революционной следственной комиссии при Иркутском губернском Военно-революционном комитете, который просуществовал несколько недель до правительственного решения об организации местных ЧК.
До 1921 года находился на нелегальной работе в Благовещенске и организовал на Дальнем Востоке систему разведки и конспиративной связи большевиков, создал большую агентурную сеть и снабжал Москву информацией о действиях и планах Японии и формирований Белой армии. После ухода японских войск стал секретарём Амурского обкома РКП(б), председателем Амурского областного ревкома и редактором газеты «Амурская правда». После образования в 1921 году Дальневосточной республики был назначен эмиссаром ДВР в Амурской области и членом Государственной политической охраны ДВР, выполнявшей функции контрразведки. Создал «первую на советском Дальнем Востоке специальную шифровальную службу для связи с Москвой» и начал формировать агентуру.

### Начальник ИНО ГПУ
В феврале 1921 года участвовал в работе Х съезда РКП(б) в Москве, и Ф. Э. Дзержинский предложил ему работу в центральном аппарате ВЧК, чтобы наладить систему внешней разведки в странах Западной и Восточной Европы. Трилиссер принял это предложение, хотя сам хотел заняться восточным регионом (Китай, Корея, Япония, Монголия). Он был назначен в закордонную часть Иностранного отдела (ИНО) и с декабря 1921 года работал помощником начальника ИНО ВЧК, одновременно был заведующим Дальневосточного отдела Исполкома Коминтерна, вёл работу по экспорту революции в Монголию, Китай и сопредельные страны. В марте 1922 года был назначен начальником Иностранного отдела ГПУ (ИНО ГПУ) вместо С. Г. Могилевского, посланного на Кавказ.
Решением Оргбюро ИККИ от 19 декабря 1922 года был включен в состав Постоянной нелегальной комиссии Исполнительного комитета Коминтерна вместе с И. А. Пятницким, Г. Эберлейном и Э. Прухняком.

#### Подбор кадров
М. А. Трилиссер организовал всю систему внешней (закордонной) разведки ВЧК-ГПУ, наладил работу резидентур и подобрал кадры советской разведки, в число которых вошли А. А. Слуцкий, С. М. Шпигельглаз, Я. Г. Минскер, А. А. Нейман, С. Г. Вележев, А. Мюллер, Я. Г. Блюмкин, И. С. Рейсс, С. З. Гинзбург, Г. С. Агабеков, М. М. Аксельрод, И. Г. Герт, Л. Е. Маневич, А. П. Розенгольц, Л. Л. Фельдбин, В. С. Нестерович, Е. С. Гольденштейн, М. Гольдберг, Я. М. Бодеско, Е. А. Фортунатов, Е. Е. Фортунатов, В. В. Бустрем и другие.

#### Основные мероприятия
Главной целью внешней разведки ВЧК Трилиссер поставил выявление нахождения, намерений и действий антисоветских и шпионских организаций, базирующихся за границами СССР, и противодействие их деятельности. В каждом посольстве, представительстве и торгпредстве были организованы резидентуры, их работникам была предоставлена свобода вербовки агентов, а резиденты имели право включать их в агентурную сеть без согласования с руководством в Москве. Штаты сотрудников закордонной разведки выросли до 70 единиц. При этом Трилиссер не был кабинетным работником, а лично ездил за границу, где устраивал резидентуры и держал непосредственные контакты со своими агентами.

#### Экономический отдел ИНО
Для улучшения эффективности разведки в 1923 году было организовано межведомственное Особое бюро ГПУ по дезинформации — «в целях систематизации работы по введению в заблуждение иностранных государств о внутренней и внешней политике СССР, а также о состоянии его Вооружённых Сил и мероприятиях по обороне Республики». Это бюро занималось дезинформацией врагов советской власти и формированием у них неверных представлений и намерений, способствующих успешной борьбе с ними, и в дальнейшем играло главную роль в таких крупных операциях ГПУ, как «Трест», «Синдикат», и других.
В 1925 году Дзержинский, который по совместительству был председателем ВСНХ СССР, поставил перед ИНО ГПУ задачу получения экономической и научно-технической информации о достижениях зарубежных стран. В 1926 году в ИНО ОГПУ было организовано Экономическое подразделение, руководить которым был назначен Абрам Слуцкий, занимавшийся промышленным шпионажем.
Дзержинский и курировавший разведку Менжинский высоко ценили работу Трилиссера, и в 1926 году он был назначен заместителем начальника ОГПУ СССР, а в феврале 1928 года — уполномоченным ОГПУ при СНК СССР, при этом продолжал работать во внешней разведке, постоянно улучшая и расширяя её деятельность. Численность аппарата ИНО достигла 122 сотрудников, 62 из которых находились в зарубежных резидентурах. Возглавлял внешнюю разведку до октября 1929 года, пока не обвинил Генриха Ягоду в «потакании правым», что в верхушке ОГПУ получило название «трилиссеровой лихорадки».
Бежавший на Запад сотрудник ИНО ОГПУ Георгий Агабеков отмечал, что «видя во втором заместителе председателя ОГПУ, Трилиссере, опасного противника, Ягода добился через ЦК партии его снятия с работы».

### Закат карьеры, арест и смерть
В 1927−1934 годах − член Центральной контрольной комиссии ВКП(б), с 1930 года − член Президиума ЦКК ВКП(б) и член ВЦИК. Деятельность Трилиссера в разведке была пресечена начавшейся борьбой с Левой оппозицией: после серии провалов и появления невозвращенцев в заграничных резидентурах в декабре 1930 года Сталин вызвал Трилиссера к себе и поручил ему «усилить работу органов нашей рабоче-крестьянской партии». Трилиссер возражать не стал и перешёл на должность заместителя наркома Рабоче-крестьянской инспекции, которую занимал с 1930 по 1934 год. На XVII съезде ВКП(б) в 1934 году избран членом Комиссии советского контроля при СНК СССР, уполномоченным по Дальневосточному краю. В 1935−1938 годах − член президиума и кандидат в члены секретариата Исполкома Коминтерна, где он работал под именем Михаил Александрович Москвин. В ИККИ курировал работу спецорганов, входил в комиссию секретариата ИККИ по переводу в ВКП(б) членов зарубежных компартий.
23 ноября 1938 года был снят со всех постов, исключён из ВКП(б) и арестован. В следственном деле именовался Москвиным Михаилом Абрамовичем. Содержался в Сухановской тюрьме. Внесён в список Л. П. Берии от 16 января 1940 года по 1-й категории. 1 февраля 1940 года приговорён к ВМН ВКВС СССР по ст.58-1 «а» «(измена Родине»), 58-11 («участие в к.-р. заговорщической организации правых в органах НКВД»). Расстрелян в ночь на 2 февраля 1940 года вместе с заместителем КСК СССР З. М. Беленьким, писателем и журналистом М. Е. Кольцовым, режиссёром и драматургом В. Э. Мейерхольдом и другими. Место захоронения — «могила невостребованных прахов» № 1 крематория Донского кладбища. 13 июня 1956 года реабилитирован посмертно Военной коллегией Верховного суда СССР. Астраханским обкомом КПСС восстановлен в партии.

## Семья
- Жена — Ольга Наумовна Иогансон (поженились в 1916 году). В 1963 году она выпустила книгу о муже — «Дорогой борьбы: очерк о жизни и деятельности М. А. Трилиссера»
- Сын — Леонид Михайлович, был инженером, заведовал лабораторией МАДИ. Став в 17 лет сыном «врага народа», ушёл добровольцем на фронт, был танкистом и прошёл всю войну. После войны женился и взял фамилию жены — Царев. Умер летом 1998 года от остановки сердца.
- Внучка — Ольга, вышла замуж за сына фельетониста из «Известий» Э. Пархомовского, Сергея. В начале 2000-х годов Ольга и Сергей с детьми эмигрировали в Австрию.
- Правнуки — близнецы Леонид и Михаил.
- Брат — Трилиссер, Давид Абрамович. Родился в 1884 году в Астрахани. Окончил Астраханское реальное училище. Член РСДРП с 1902 года. В 1907 году арестован и осуждён к пяти годам каторжных работ в Шлиссельбургской крепости. В 1912 году освобождён, но вновь арестован и осуждён на вечное поселение в Иркутской губернии. 6 марта (19 марта) 1917 года амнистирован. С марта 1917 года — член Иркутского Совета. В 1917−1918 годах — заведующий Выборгским районным экономическим отделом в Петрограде. В 1918 году — председатель Исполнительного комитета Выборгского районного Совета в Петрограде. С февраля по сентябрь 1919 года — председатель Череповецкого губернского комитета РКП(б). С сентября 1919 года — начальник Политического отдела 10-й стрелковой дивизии. До мая 1921 года — в РККА. С мая 1921 года по 1922 год — секретарь Исполнительного комитета Донского областного Совета. В 1922−1924 годах — председатель Исполнительного комитета Володарско-Смольнинского районного Совета в Петрограде. С 1924 года — руководитель Административной группы Северо-Западной областной рабоче-крестьянской инспекции. С 1925 по июнь 1926 года — директор Русско-германского складского и транспортного товарищества «Дерутра». С июня 1926 по 1927 год — заведующий Импортным отделом Торгового представительства СССР в Италии. С 1927 по 18 октября 1934 года — председатель Ленинградского отделения Общества политкаторжан и ссыльнопереселенцев. С 1927 года — заместитель председателя Треста химической и красочной промышленности Ленинградского областного СНХ. Умер 18 октября 1934 года в Ленинграде. Похоронен на Казачьем кладбище Александро-Невской лавры.

## Адреса в Москве
Улица Ю. Мархлевского, дом 9, кв. 4 — дом начальствующего состава ОГПУ СССР.

## Награды
- Орден Красного Знамени (1927)

## Память
Именем М. А. Трилиссера названы улицы в Иркутске и Астрахани.